# St. Laurentius (Mauthausen)

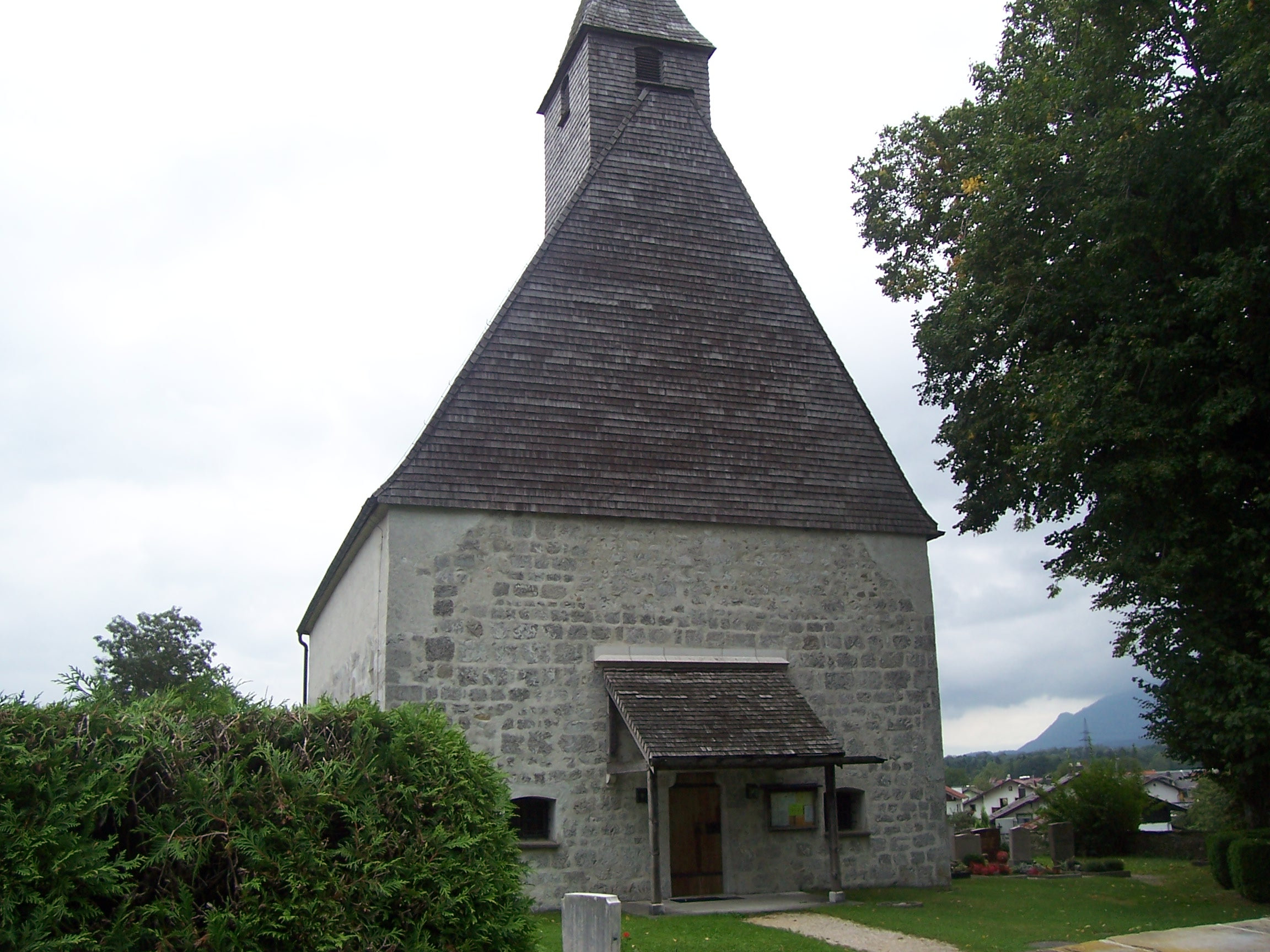
St. Laurentius in Piding-Mauthausen

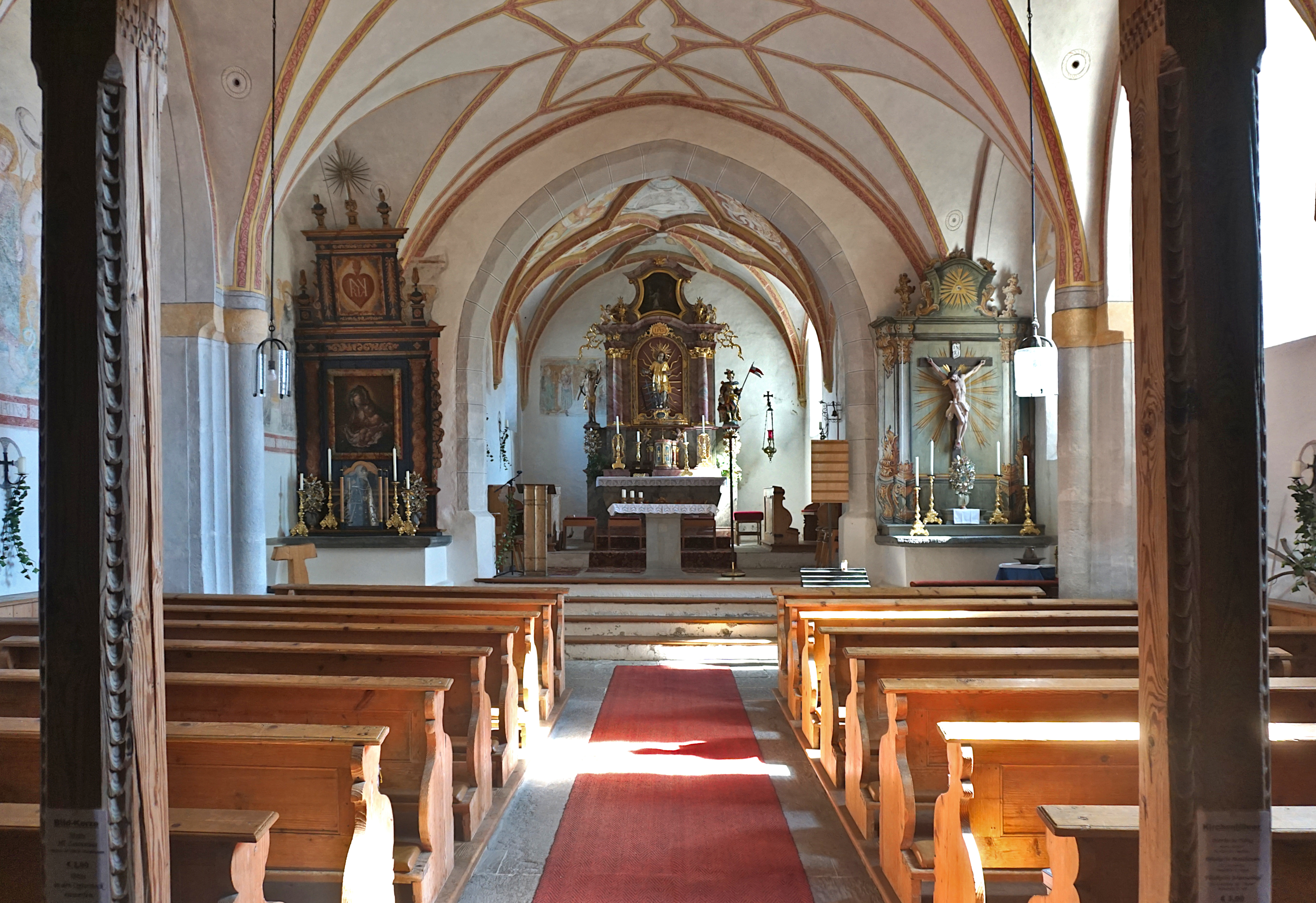
Innenraum der Kirche

Die Kirche St. Laurentius in Mauthausen ist eine Filialkirche der Pfarrei Piding im Landkreis Berchtesgadener Land (Oberbayern). Sie steht am Rand einer Geländeterrasse, die ein nacheiszeitliches Hochufer des Flusses Saalach bildete. Die Kirche selbst wurde im romanischen Stil um 1200 vermutlich auf dem Platz eines Vorgängerbaus errichtet. An den Außenmauern aus Kalksteinquadern sind an der Süd- und Ostseite noch die originalen romanischen Fensteröffnungen zu erkennen, die später zugemauert wurden. Das Holzschindeldach der Kirche trägt einen hölzernen Dachreiter.
Im Inneren wurden um 1500 an Stelle einer flachen Holzdecke Gewölbe eingezogen. Die gotischen Gewölberippen sind im Chorraum noch erhalten. Im Langhaus wurden sie vermutlich in der Zeit des Barock abgeschlagen und im 19. Jahrhundert in Malerei nachgeahmt. An den Wänden und am Gewölbe wurden 1951 bedeutende spätgotische Fresken entdeckt und freigelegt. Die Malereien im Chorraum entstanden um 1420 und zeigen unter anderem auf der linken Seite Jesus Christus als Schmerzensmann, eine Schutzmantelmadonna und den Hl. Rupert von Salzburg (ehemaliger Bistums- und Landespatron). Hinter dem Hochaltar ist eine Anbetung der Heiligen Drei Könige zu sehen. Im Gewölbe des Chorraums ist Christus als Weltenrichter dargestellt, umgeben von den Symbolen für die vier Evangelisten Markus, Lukas, Matthäus und Johannes. Auf den Schlusssteinen sind Wappen angebracht. Unter anderem findet sich das Wappen des Klosters Höglwörth mit den gekreuzten Schlüsseln (das Kloster war für die Seelsorge zuständig). Der Schild mit den beiden Schwingen ist das Wappen der Grafen von Plain, aus deren Herrschaftsbereich u. a. der südliche Teil des Rupertiwinkels entstand. An der Nordwand des Langhauses befinden sich beinahe lebensgroß dargestellt die Heiligen Nothelfer, die um 1500 entstanden sind. Der unbekannte Maler hat hier den Hl. Cyriakus weggelassen, dafür aber die Gruppe um die Heiligen Nikolaus und Leonhard ergänzt. Die so von normalerweise 14 auf 15 angewachsene Gruppe der Nothelfer verteilt sich so symmetrisch in drei Gewölbebögen.
Der Hochaltar im Stil des Rokoko stammt aus der Mitte des 18. Jahrhunderts. Er zeigt in der Mitte die Figur des Kirchenpatrons Laurentius von Rom (16. Jh.). Seitlich stehen links der Hl. Sebastian und rechts der Hl. Florian. Im Auszug ist die Steinigung des Hl. Stephanus dargestellt. Die beiden Seitenaltäre sind einfache Arbeiten, die Architektur und Plastik in Malerei nachahmen (linker Altar: Maria, rechter Altar: Jesus am Kreuz). An der Westseite befindet sich über dem Eingang eine hölzerne Empore, die mit 1661 datiert ist. Das schlichte Kirchengestühl stammt aus dem 18. Jahrhundert.
Die Kirche wurde 1986 renoviert und ist tagsüber für Besucher geöffnet.

## Orgel
Die jetzige Orgel der Kirche stammt von Hugo Mayer. Sie wurde ursprünglich als Hausorgel gebaut und steht nun auf der Westempore der Kirche. Das Instrument verfügt über 6 Register auf zwei Manualen und Pedal. Die Spiel- und Registertrakturen sind mechanisch.
| I Hauptmanual C–g3 |    |
| Rohrflöte          | 8′ |
| Principal          | 2′ |

| II Nebenmanual C–g3 |       |
| Gedackt             | 8′    |
| Blockflöte          | 4′    |
| Nazard              | 1 ⁄3′ |

| Pedal C–f1 |     |
| Subbass    | 16′ |

- Koppeln: II/I, I/P, II/P (als Tritte)